# Maja Beutler
Maja Beutler, geborene Maroni (* 8. Dezember 1936 in Bern; † 13. Dezember 2021 ebenda), war eine Schweizer Schriftstellerin und Dramatikerin.

## Leben
Maja Maroni, in Bern aufgewachsen, arbeitete als Übersetzerin, nachdem sie 1957 die Dolmetscherschule Zürich abgeschlossen hatte. Ausserdem absolvierte sie mehrere Studienaufenthalte in Frankreich, England und Italien. Im Jahr 1961 heiratete sie Urs Beutler, mit dem sie drei Kinder bekam. Sie war als Hausdolmetscherin eines italienischen Lebensmittelkonzerns tätig und als Mitarbeiterin der UNESCO in Rom. 1976 trat sie mit der Geschichtensammlung Flissingen fehlt auf der Karte an die Öffentlichkeit. 1983/84 war sie als Hausautorin im Stadttheater Bern tätig. Sie arbeitete ausserdem jahrelang als freie Mitarbeiterin beim Schweizer Radio DRS. Sie gehörte zu den wenigen Schweizer Dramatikerinnen im deutschsprachigen Raum. Zuletzt lebte sie in Bern. Maja Beutler starb im Dezember 2021, fünf Tage nach ihrem 85. Geburtstag.
Ihr Archiv befindet sich seit 2007 im Schweizerischen Literaturarchiv in Bern.

## Auszeichnungen
- Buchpreis der Stadt Bern (1976/1980/1984)
- Preis der Schweizerischen Schillerstiftung für das Gesamtwerk (1983)
- Welti-Preis für das Drama (1985)
- Literaturpreis der Stadt Bern (1988)

## Werke

### Epik
- Flissingen fehlt auf der Karte. Geschichten. Zytglogge, Gümligen 1976, ISBN 3-7296-0051-6.
- Fuß fassen. Roman. Zytglogge, Gümligen 1980, ISBN 3-7296-0111-3.
- Die Wortfalle. Roman. Benziger, Zürich 1983, ISBN 3-545-36364-3.
- Das Bildnis der Doña Quichotte. Erzählungen. Nagel & Kimche, Zürich 1989, ISBN 3-312-00144-7.
- Die Stunde, da wir fliegen lernen. Roman. Nagel & Kimche, Zürich 1994, ISBN 3-312-00198-6.
- Schwarzer Schnee. Erzählungen & Das Album der Signora. Zytglogge, Oberhofen 2009, ISBN 978-3-7296-0782-8.
- Ich lebe schon lange heute. Texte 1973 bis 2013. Zytglogge, Oberhofen 2013, ISBN 978-3-7296-0870-2.

### Gesammelte Radiotexte in Buchform
- Wärchtig. Texte zum neuen Tag. Zytglogge, Gümligen 1985.
- Beiderlei. Texte zum neuen Tag. Nagel & Kimche, Zürich 1991.
- Tagwärts. Neue Radiotexte in Deutsch und Berndeutsch. Nagel & Kimche, Zürich 1996.

### Dramen
- Das Blaue Gesetz. Theaterstück, Uraufführung 1979.
- Der Traum. Ballettlibretto, Uraufführung 1980.
- Das Marmelspiel. Theaterstück, Uraufführung 1985.
- Lady Macbeth wäscht sich die Hände nicht mehr. Uraufführung 1994.

### Radio-Features
- Ich hab’s gewagt. Walter Mehring, wie er schreibt und lebt. 1978.
- Es gibt kein Zurück. Gedenksendung für Walter Mehring, 1981.